# Vùng Đông Bắc, Brasil
Vùng Đông Bắc của Brasil (tiếng Bồ Đào Nha: Região Nordeste do Brasil) là một trong năm khu vực chính trị và chính trị của đất nước theo Viện Địa lý và Thống kê Brazil. Đối với khu vực địa lý xã hội, hãy xem Nordeste (bộ phận địa lý xã hội). Trong số 26 bang của Brasil, vùng náy bao gồm chín bang: Maranhão, Piauí, Ceará, Rio Grande do Norte, Paraíba, Pernambuco, Alagoas, Sergipe và Bahia, cùng với quần đảo Fernando de Noronha (trước đây là một lãnh thổ riêng biệt, bây giờ là một phần của Pernambuco).
Được gọi là Nordeste ("Đông Bắc") ở Brazil, khu vực này là khu vực đầu tiên được người Bồ Đào Nha và các dân tộc Âu Châu phát hiện và thuộc địa, đóng một vai trò quan trọng trong lịch sử đất nước. Phương ngữ và văn hóa phong phú của Nordeste, bao gồm văn hóa dân gian, ẩm thực, âm nhạc và văn học, trở thành dễ dàng phân biệt nhất trên toàn quốc. Cho đến ngày nay, Nordeste được công nhận rộng rãi về lịch sử và văn hóa của nó, cũng như cho các điểm tham quan thiên nhiên tuyệt đẹp và thời tiết nóng bức.
Nordeste trải dài từ bờ biển Đại Tây Dương ở phía đông bắc và đông nam, tây bắc và tây đến lưu vực sông Amazon và phía nam qua vùng cao nguyên Espinhaço ở phía nam Bahia. Nó bao quanh sông São Francisco và lưu vực thoát nước, vốn là công cụ trong việc thăm dò, giải quyết và phát triển kinh tế của khu vực. Vùng này nằm hoàn toàn trong vùng nhiệt đới của Trái Đất và bao gồm Caatinga, Rừng Đại Tây Dương và một phần của vùng sinh thái Cerrado. Khí hậu nóng và bán khô hạn, thay đổi từ xeric ở Caatinga, đến khô ráo ở Cerrado và ngập nước trong rừng Đại Tây Dương.
Vùng Đông Bắc chiếm 18% lãnh thổ Brazil, có dân số 53,6 triệu người, chiếm 28% tổng dân số cả nước và đóng góp 13,4% (GDP) của Brasil vào GDP. Gần ba phần tư dân số sống ở các khu đô thị tập trung dọc theo bờ biển Đại Tây Dương  và khoảng 15 triệu người sống ở vùng nội địa. Đây là một vùng nghèo khổ: 58% dân số sống trong nghèo khổ, được định nghĩa dưới 2 đô la Mỹ/ ngày.
Mỗi thủ đô của tiểu bang cũng là thành phố lớn nhất của nó, và chúng bao gồm Recife, Salvador, Fortaleza và São Luís, tất cả đều nằm trên bờ biển Đại Tây Dương, mỗi thành phố có dân số trên một triệu dân.
Nordeste có chín sân bay quốc tế,  và khu vực có số lượng hành khách lớn thứ hai (khoảng 20%) ở Brasil.